# デュポンタ (小惑星)
デュポンタ (1338 Duponta) は、小惑星帯の小惑星である。ルイ・ボワイエがアルジェのブーザレアー天文台で発見した。
発見者の甥のマルク・デュポン (Marc Dupont) に因んで名付けられた。
2007年3月にオンドジェヨフ天文台ほか数箇所で行われた光度曲線観測によって衛星が発見された。S/2007 (1338) 1 という仮符号を付けられた衛星の直径は約3kmで、主星から23km以内を 17.57 ± 0.01 時間の周期で公転している。